# Inspektor Lestrade
Inspektor G. Lestrade – postać fikcyjna stworzona przez Arthura Conana Doyle’a, drugoplanowy bohater wielu opowiadań o Sherlocku Holmesie. Jest śledczym Scotland Yardu. Conan Doyle zaczerpnął nazwisko dla postaci od swojego przyjaciela z czasu spędzonego w Uniwersytecie Edynburskim, który nazywał się Joseph Alexandre Lestrade.

## Charakterystyka postaci
Imię inspektora nie zostało podane, znany jest jedynie jego inicjał: „G”. W żadnym z 13 utworów o Sherlocku Holmesie, w których się pojawia, nie opisano również faktów dotyczących jego życia osobistego.
Doktor Watson opisał Lestrade’a jako chudego, ciemnookiego mężczyznę, mającego w sobie coś ze szczura. Holmes uważał go za osobę szybką i energetyczną, lecz ogólnie konwencjonalną. Można przypuszczać, iż detektyw miał poważanie w opinii publicznej, gdyż w jednej z relacji prasowych nazwany został słynnym inspektorem policji.

## W adaptacjach
W serii telewizyjnej wyprodukowanej przez Granada Television w rolę Lestrade’a wcielił się Colin Jeavons. David Stuart Davies napisał, że postać detektywa została w serialu odegrana z wielką elegancją, a Jeavons udoskonalił i uczynił bardziej ludzkim inspektora, opisanego w nieco prześmiewczy sposób przez Conana Doyle’a.
W innych adaptacjach w policjanta wcielali się między innymi John Colicos, Dennis Hoey, Archie Duncan, Patrick Newell, Boryslav Brondukov, Frank Finlay, Jeffrey Jones, Ronald Lacey oraz Eddie Marsan.

## Utwory z udziałem detektywa
| Sprawa                             | Data akcji | Data publikacji | Lokalizacje                                  |
| ---------------------------------- | ---------- | --------------- | -------------------------------------------- |
| Studium w szkarłacie               | 1881       | 1887            | Londyn                                       |
| Kartonowe pudełko                  | 1888       | 1893            | London Borough of Croydon                    |
| Nobliwy kawaler                    | 1888       | 1892            | Londyn                                       |
| Tragedia w Boscombe Valley         | 1889       | 1891            | Herefordshire                                |
| Pies Baskerville’ów                | 1889       | 1901            | Devon                                        |
| Pusty dom                          | 1894       | 1903            | Londyn                                       |
| Druga plama                        | 1888       | 1905            | Londyn                                       |
| Przedsiębiorca budowlany z Norwood | 1894       | 1903            | South Norwood                                |
| Plany Bruce-Partington             | 1895       | 1908            | Woolwich                                     |
| Charles Augustus Milverton         | 1899       | 1904            | Hampstead (obecnie London Borough of Camden) |
| Sześć popiersi Napoleona           | 1900       | 1904            | Londyn                                       |
| Zniknięcie Lady Frances Carfax     | 1901       | 1911            | Lozanna                                      |
| O trzech panach Garrideb           | 1902       | 1924            | Middlesex                                    |